# 一宮市立北方中学校
一宮市立北方中学校（いちのみやしりつ きたがたちゅうがっこう）は、愛知県一宮市北方町北方字宮浦にある公立中学校。

## 概要
生徒数は令和6年4月現在219人。
各学年A・Bの2クラスと、特別支援の生徒のE組に分担されている。
生徒数減少により一学年に2クラスのみである。
一宮市立北方小学校に隣接しており、交流も盛んである。

## 沿革
- 1947年（昭和22年）4月 - 前身となる葉栗郡北方村立北方中学校が創立。
- 1953年（昭和28年）3月 - 校歌制定。
- 1955年（昭和30年）4月 - 一宮市立北方中学校と校名を変更。
- 1964年（昭和39年）7月 - 南館竣工。
- 1966年（昭和41年）2月 - 屋内運動場竣工。
- 1968年（昭和43年）11月 - 北館竣工。
- 1981年（昭和56年）8月 - 男子バレー部が全国大会出場を果たす。
- 1989年（平成元年）4月 - 道徳教育推進校に指定される。
- 1995年（平成7年）4月 - 武道場竣工。
- 1999年（平成11年）7月 - 男子バレー部が市大会で7年連続優勝を果たす。
- 2001年（平成13年）
  - 3月 - 玄関・昇降口周辺改築工事が終わる。
  - 4月 - 学校安全・交通安全教育推進校に指定される。
- 2006年（平成18年）4月 - 北方小学校と中学校が連携推進校に指定される。
- 2007年（平成19年）4月 - 学校運営協議会準備委員会を設置。
- 2008年（平成20年）12月 - 南館の耐震工事が終了

## 教育目標
校訓
自主・責任
教育目標
豊かな人間性をもち、共に学び合う生徒の育成

## 部活動
- サッカー部（男女）
- バスケットボール部（女子）
- バレーボール部（男女）
- ソフトテニス部（男女）

## 著名な出身者
- 速水将大（プロ野球選手）
- 三浦伊織（女子野球選手）